# Flora of North America
Floraen Flora of North America North of Mexico (forkortet FNA, på dansk Nordamerikas Flora) er et værk i mange bind, som beskriver de hjemmehørende og naturaliserede planter, som findes i Nordamerika, inklusiv USA, Canada, St. Pierre og Miquelon, samt Grønland. Arbejdet har været i gang siden 1982. 
Floraen inkluderer mosser (bryofytter) og karplanter. Alle taxa er beskrevet og inkluderer en dikotom nøgle, udbredelseskort af alle arter og underarter, og ca. 20 % af arterne er illustreret med stregtegninger, som er lavet specielt til FNA. 
Floraen vil fylde 30 bind når den er færdig, og det vil være det første værk som behandler hele den kendte flora nord for Mexico.
22 bind er allerede udgivet (februar 2022). Efter udgivelse af et bind bliver indholdet også gjort tilgængeligt online på floranorthamerica.org.
FNA er et stort samarbejdet mellem ca. 1000 forfattere, kunstnere, reviewere og redaktører fra hele verden. 